# 블링크 (마블 코믹스)
블링크(Blink, 본명: 클라리스 퍼거슨, Clarice Ferguson)는 마블 코믹스의 프랜차이즈 작품인 엑스맨에 등장하는 슈퍼히어로 공상 캐릭터이다. 첫 등장은 1994년 10월 Uncanny X-Men #317이며, 공동 작가 스콧 롭델과 조 마두레이라가 창작하였다. 블링크는 순간이동 능력을 지닌 뮤턴트이다.
중국 출신의 배우 판빙빙이 2014년에 개봉한 영화 《엑스맨: 데이즈 오브 퓨처 패스트》에서 블링크 역을 연기하였다..

## 담당 배우

### 영화
- 엑스맨: 데이즈 오브 퓨처 패스트 (2014) - 판빙빙